# Cappella di San Giovanni Decollato a Ponte Sant'Angelo
La cappella di San Giovanni Decollato a Ponte Sant'Angelo, anche nota con il nome di cappella della Conforteria, era una piccola cappella che si trovava a Roma, nella piazza di Ponte Sant'Angelo, nel rione Ponte. Era dedicata a san Giovanni il Battista decapitato e fu demolita alla fine del diciannovesimo secolo.

## Storia
Questa cappella, costruita probabilmente nel sedicesimo secolo (in quanto appare nella mappa del Tempesta realizzata nel 1593), era il luogo nel quale erano confortati i condannati a morte delle vicine carceri di Tor di Nona, la cui esecuzione avveniva in un angolo della stessa piazza. Apparteneva all'Arciconfraternita della Misericordia, una confraternita della comunità fiorentina di Roma fondata nel 1578 e che possedeva anche una chiesa nell'area del Velabro, la chiesa di San Giovanni Decollato. La scelta del santo era abbastanza appropriata, dato che ai lati del ponte Sant'Angelo si appendevano le teste decapitate dei condannati a morte.
Non si trattava della prima cappella che sorgeva ai lati del ponte Sant'Angelo: nel quindicesimo secolo ne erano state innalzate due (la cappella dei Santi Innocenti a destra e la cappella di Santa Maria Maddalena a sinistra) che finirono per essere demolite dopo essere state danneggiate durante il sacco di Roma del 1527.
La cappella fu demolita alla fine del diciannovesimo secolo all'epoca dei lavori di contenimento dei margini del fiume Tevere e l'apertura delle vie marginali, chiamate lungoteveri, un'operazione edilizia che portò anche alla distruzione del palazzo Altoviti e del teatro Apollo.

## Galleria d'immagini

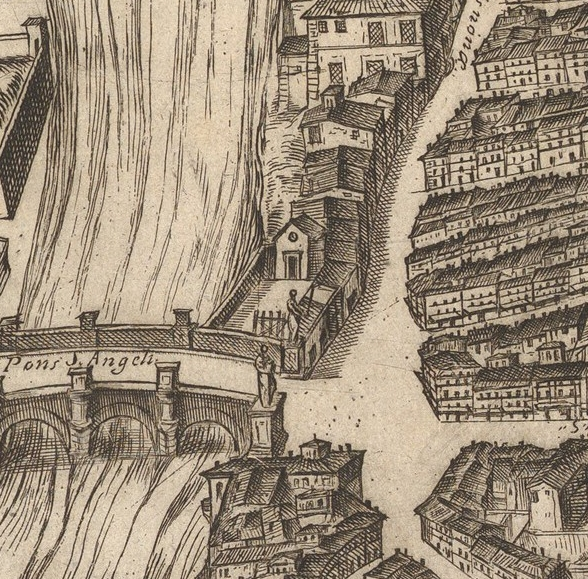
La cappella nella mappa di Antonio Tempesta del 1593
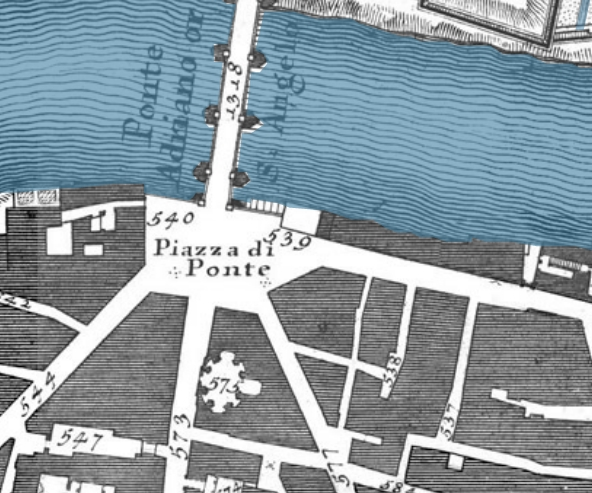
La cappella (indicata dal numero 539) nella mappa di Giovanni Battista Nolli del 1748
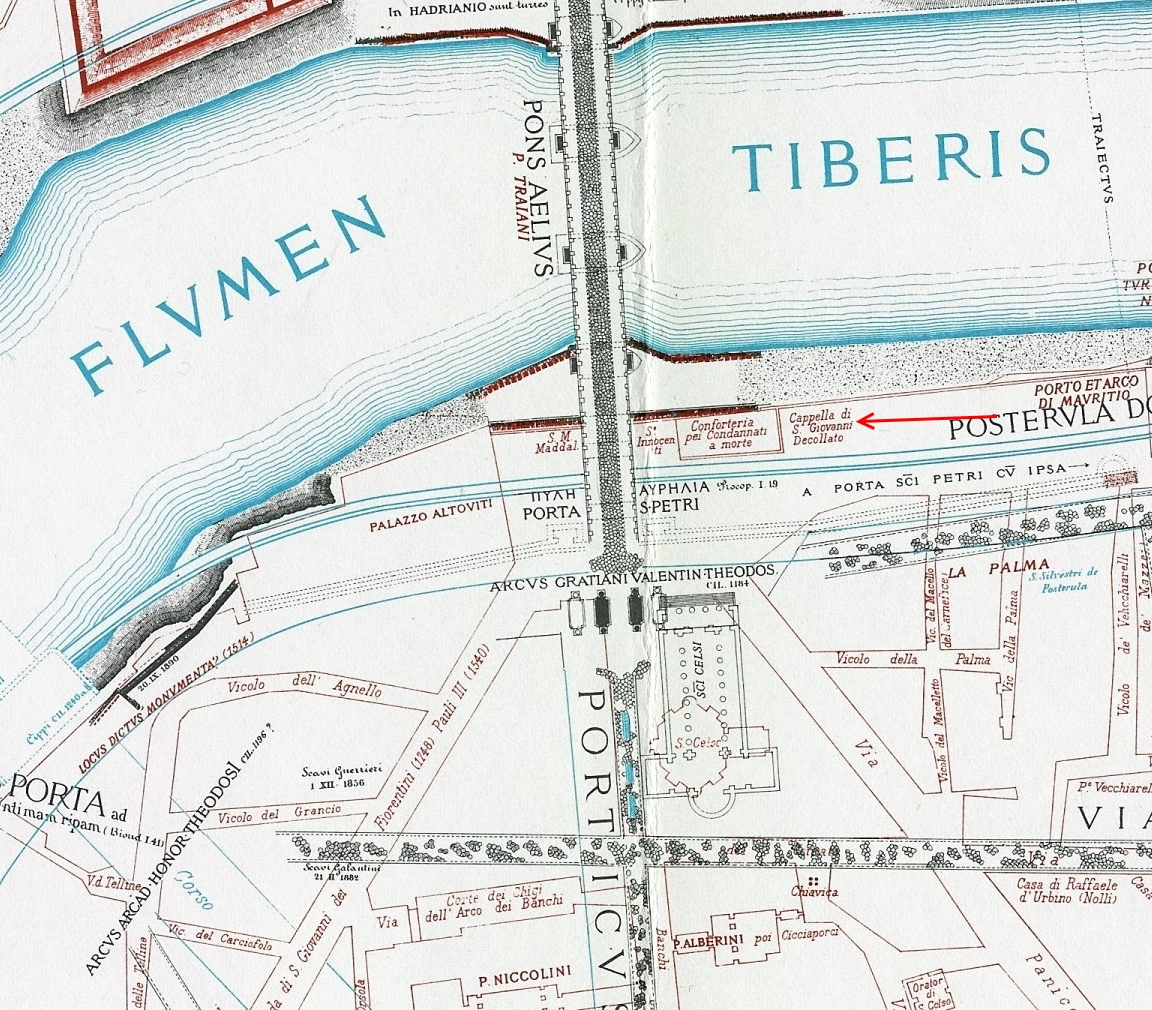
La cappella nella pianta di Rodolfo Lanciani (1893-1901)